# Yviers

Yviers este o comună în departamentul Charente, Franța. În 1 ianuarie 2022 avea o populație de 536 de locuitori.